# Otto Klemm (Psychologe)
Otto Klemm (* 8. März 1884 in Leipzig; † 5. Januar 1939 ebenda) war ein deutscher Psychologe und Philosoph sowie der erste Inhaber einer Professur für Angewandte Psychologie an einer Universität.

## Leben
Gustav Otto Klemm wurde am 8. März 1884 als zweiter Sohn des Buchhalters Rudolf Klemm und dessen Ehefrau Helene geboren. Von 1890 bis 1894 besuchte Klemm die 2. Höhere Bürgerschule und von 1894 bis 1903 das Thomasgymnasium in Leipzig. Bereits 1899, noch als Schüler, veröffentlichte er populärwissenschaftliche Artikel in den Zeitschriften Sirius und Gaea. 1903 absolvierte er sein Abitur an der Thomasschule zu Leipzig. Er studierte von 1903 bis 1906 Psychologie, Philosophie, Physik und Mathematik an der Ludwig-Maximilians-Universität München und der Universität Leipzig. 1906 promovierte er bei Wilhelm Wundt und Max Heinze zum Dr. phil. Es folgte 1909 die Habilitation. Von 1906 bis 1923 war er Assistent am Institut für experimentelle Psychologie in Leipzig. 1914 wurde er außerordentlicher Professor für Philosophie. Von 1914 bis 1918 diente Klemm beim Militär und führte vorrangig Arbeiten und Forschungen zum Schallmessdienst an der Artilleriemessschule Wahn bei Köln durch.
1923 wurde er in Leipzig als erster Wissenschaftler weltweit auf eine Professur für Angewandte Psychologie an einer Universität berufen. Von 1933 bis 1939 war Klemm Vorstandsmitglied der Deutschen Gesellschaft für Psychologie. Zum 1. Mai 1933 trat Klemm der NSDAP bei (Mitgliedsnummer 2.990.322) und schloss sich auch dem Nationalsozialistischen Lehrerbund an. Im November desselben Jahres unterzeichnete er das Bekenntnis der deutschen Professoren zu Adolf Hitler. Ab 1934 fungierte er als Mitherausgeber der Zeitschrift für angewandte Psychologie. Von 1937 bis 1939 leitete er kommissarisch das Psychologische Instituts der Universität Leipzig.
Klemms Haltung gegenüber dem Nationalsozialismus war eher von Distanz gekennzeichnet. Zumindest ist in den zur Verfügung stehenden Dokumenten und seinem Verhalten, soweit rekonstruierbar, keine klare Parteinahme zu verzeichnen, was angesichts der sonstigen nationalsozialistischen Gesinnung am Psychologischen Institut heraussticht. Zudem wird in all seinen Arbeiten ein Wissenschaftsethos sichtbar, der sich einer ideologischen und politischen Verfügbarkeit von Erkenntnissen offenkundig nicht unterordnete.
Die Geschwister von Otto Klemm waren Annemarie Jacob (geb. Klemm, 1891–1990) und Wilhelm Klemm (1881–1968). Wilhelm Klemm war im Verlagswesen und Buchhandel tätig und leitete von 1922 bis 1950 den Alfred Kröner Verlag, ab 1927 auch die Dieterich’sche Verlagsbuchhandlung. Er veröffentlichte eigene Lyrik, so im Simplicissimus und Die Aktion. Nach Jahrzehnten des Vergessens wird er als Lyriker heutzutage zögerlich wiederentdeckt (Jan Volker Röhnert, 2006). Unter seiner Verlegerschaft wurden die Frühschriften von Karl Marx im Alfred Kröner Verlag ein Jahr vor Hitlers Machtergreifung herausgegeben.
Aus erster Ehe Otto Klemms mit Eva, geb. Thieme, die 1920 verstarb, ging die Tochter Renate (1919–2001) hervor. Sie heiratete 1939 Peter-Kristian Ledig und hatte mit ihm 4 Kinder.
Otto Klemms zweite Frau war Therese Annemarie, geb. Frege. Aus der zweiten Ehe ging der Sohn Otto (1923–1977) hervor, welcher Benigna Goerdeler heiratete, eine der Töchter Carl Friedrich Goerdelers. Klemms Sohn kehrte 1948 aus sowjetischer Kriegsgefangenschaft zurück und siedelte sich in Heidelberg an.
Am 5. Januar 1939 nahm sich Otto Klemm das Leben. Die Ursachen sind nicht vollständig geklärt. Es wird angenommen, dass er dem psychischen Druck im Zusammenhang mit den politischen Umbrüchen am Psychologischen Institut nicht standhielt. Zudem war sein enger Kollege und Vorgesetzter Felix Krueger Repressionen ausgesetzt. Krueger wurde 1936 das Abhalten von Vorlesungen und Übungen untersagt. Seine endgültige Entpflichtung erfolgte 1938. Die nachfolgenden Konflikte und Machtkämpfe im Kollegium belasteten das Institutsklima erheblich. Es wird weiterhin vermutet, dass persönliche Problem im familiären Umfeld Klemms zu dessen Suizid beigetragen haben.

## Werk und Bedeutung
Otto Klemm gehört zu den bekanntesten Vertretern der Leipziger Schule der Gestaltpsychologie (Ganzheitspsychologie). Die Studien zur menschlichen Motorik, die unter seiner Anleitung durchgeführt wurden, haben bis heute wissenschaftliche Geltung, sowohl was ihre Erkenntnisse wie auch die sorgfältige Methodik betrifft. Er gehört neben Nikolai Alexandrowitsch Bernstein zu den ersten Forschern, die das Phänomen der Variabilität von Teilbewegungen im Verhältnis zur Stabilität von Zielen bzw. Finalparametern systematisch und umfangreich untersucht haben. Sein Artikel Zwölf Leitsätze zu einer Psychologie der Leibesübungen (1938) fasst die gewonnenen Erkenntnisse zusammen und präsentiert sie in einer stärker belletristisch orientierten und leicht fasslichen Sprache.
Seine psychologischen Arbeiten sind heutzutage weitgehend bedeutungslos. Eine gewisse Relevanz kommt noch seinen historischen Arbeiten zu, insbesondere der Monographie zur Geschichte der Psychologie (Leipzig: B. G. Teubner. 1911; engl., jap., span. Übersetzung 1914, ital. 1922). Insgesamt können 101 Publikationen aus Klemms Feder nachgewiesen werden, die eine große Breite der bearbeiteten Themen im Rahmen der Angewandten Psychologie dokumentieren.

## Motorische Studien
In den Jahren 1933, 1936 und 1938 erschienen unter der Herausgeberschaft von Felix Krueger und Otto Klemm in unregelmäßiger Folge vier Hefte im Neunten Band des Fachorgans Neue Psychologische Studien, in denen eine Auswahl von neun wissenschaftlichen Arbeiten der Schüler Klemms publiziert wurden. Die Schriften von Drill, Haferkorn, Kern, Pankauskas, Stimpel und Voigt hatte die Philosophische Fakultät der Universität Leipzig als Dissertationen angenommen. Fukutomi war Professor an der Kaiserlichen Universität Keijo in Japan und weilte als Gast an der Einrichtung. Die Arbeiten seien chronologisch und in ihrer Reihenfolge im jeweiligen Heft im Überblick aufgeführt:
Erstes Heft (1933)
Erich Voigt: Über den Aufbau von Bewegungsgestalten
Walter Haferkorn: Über die zeitliche Eingliederung von Willkürbewegungen
Zweites Heft (1933)
Gerhard Kern: Motorische Umreißung optischer Gestalten
Edmund Stimpel: Der Wurf
Rudolf Drill: Der Hammerschlag
Drittes Heft (1936)
Max Oeser: Über den Speerwurf
Jonas Pankauskas: Vergleich isolierter und rhythmisch gebundener Zeitstrecken
Ichiro Fukutomi: Über das δ-Phänomen und die subjektive Bedingtheit der Scheinbewegungen
Viertes und Schlussheft (1938)
Gerhard Steger: Über den Diskuswurf
Otto Klemm: Zwölf Leitsätze zu einer Psychologie der Leibesübungen
Damit übergab das Psychologische Institut in beeindruckender Geschlossenheit die Resultate einer langjährigen Beschäftigung mit der menschlichen Bewegung der akademischen Öffentlichkeit. Die Arbeiten verkörpern beispielhaft die außerordentlich reichhaltigen Erkenntnisse der motorischen Forschung der Leipziger Ganzheitspsychologie. Zudem enthalten sich die Darstellungen ideologischer Polemik und konzentrieren sich auf die wissenschaftlichen Aspekte der untersuchten Gegenstände. Soweit aus den Schriften zu entnehmen, fanden die Untersuchungen zu folgenden Zeitpunkten statt:
- Gerhard Kern: Versuche in den Jahren 1926 und 1927
- Edmund Stimpel: 1929/30 unter Leitung von F. Krueger und O. Klemm
- Erich Voigt: Versuche im Übungssaal des Leipziger Psychologischen Instituts 1928–1931
- Walter Haferkorn: ab 1929
- Jonas Pankauskas: seit 1930 während des Studiums an der Universität Leipzig
- Rudolf Drill: um 1930
- Ichiro Fukutomi: ab Frühjahr 1934 drei Semester lang
- Gerhard Steger: Juli 1935, Zeitlupenaufnahmen Diskuswurf

Zusätzlich gab es außerhalb der Neuen Psychologischen Studien vereinzelt Publikationen. Jedoch nicht alle durchgeführten Untersuchungen schienen veröffentlicht worden zu sein. In den Unterlagen finden sich verschiedentlich Hinweise auf Arbeiten, zu denen keine Publikation nachgewiesen werden konnte. In einer Übersicht über die selbständigen Arbeiten des Instituts von 1930 ist eine Studie von Erika Einenkel Über die Gesamthaltung beim Fechten aufgeführt. Auch findet sich ein undatierter Eintrag über eine Arbeit von Schönherr mit dem Titel Leibesübungen und geistige Arbeit. Krueger (1939) nennt zudem noch das Ballspiel (Rugby), den Eiskunstlauf sowie das Schwimmen als Untersuchungsgegenstände der Mitarbeiter Klemms.
In den weitläufigen Kontext der motorischen Studien kann man auch die Arbeit von Doleźal Über die optimalen Bedingungen bei der Arbeit an Drehkurbeln (1930) zählen, die detailreich die Parameter dieser Tätigkeit erfasst, ohne sich jedoch konsequent an der Teil-Ganzes-Problematik zu orientieren. Doleźal kommt u. a. zu der Erkenntnis: „Der Bewegungsvorgang bei der Arbeit wird so reguliert, daß das Arbeitserlebnis möglichst ausgeglichen und harmonisch wird.“ In diesem Zusammenhang formulierte er „Das Prinzip des harmonischen Arbeitserlebnisses“, welches an das „Prinzip der Bewegungsharmonie“ von Meinel (1960) denken lässt.

## Begriff der Bewegungsgestalt
Bewegungsgestalt war ein zentraler Begriff der motorischen Forschungen. In den Zwölf Leitsätzen zu einer Psychologie der Leibesübungen definiert Klemm 1938: „Eine Bewegungsgestalt ist ein leibliches Tun, dessen Impulse ein gegliedertes Ganzes mit übergreifenden Eigenschaften bilden“. Er hebt sich inhaltlich gegen den in der Leipziger Schule verwendeten Begriff der Ganzheit ab. Bewegungsgestalt ist zumindest spezifischer und gegenstandsbezogener als der durch inflationären Gebrauch stark verwässerte Begriff der Ganzheit, der seine Existenzberechtigung ab 1933 nicht unwesentlich aus gesellschaftspolitischen Interessen speiste.
In den wenigen Jahren seines Gebrauchs weist der Begriff Bewegungsgestalt eine recht lebhafte Geschichte auf. 1933 taucht in der Pädagogischen Psychologie Klemms erstmals der Terminus der „motorischen Gestalt“ auf. Bis dahin verblieb Klemm im Sprachgebrauch seiner Wissenschaftsschule und benutzte das Wort Ganzheit. Ein Jahr später, im Sammelbandbeitrag Leistung, äußert sich Klemm erstmals dezidiert zum Begriff Bewegungsgestalt, der in den Arbeiten Erich Voigts und Rudolf Drills bereits 1933 Verwendung fand. Synonym benutzt Klemm zu diesem Zeitpunkt noch den Begriff „motorische Gestalt“: „Der eigentliche innere Gehalt solcher motorischer Gestalten liegt in den Impulsen und deren Gliederung. Sie sind ein von innen her gerichtetes und dadurch zusammengehaltenes Geschehen.“
1936 veröffentlichte Klemm einen Artikel in der Zeitschrift Die Arbeitsschule mit dem Titel Die Entdeckung der Bewegungsgestalt, der sich damit als Fachbegriff endgültig etablierte. Zunächst kritisiert Klemm allgemein die Enge des Gestaltbegriffs, wie er in der Gestaltpsychologie präsent war und der sich lediglich auf die Wahrnehmung bezog. Zur Bewegungsgestalt führt er aus:
"Zur echten Bewegungsgestalt gehört der Impuls. Der Tätige bringt sich selbst in der Bewegungsgestalt zum Ausdruck. Der Fluß der Impulse geht durch sie hindurch. In der Bewegungsgestalt der Impulse bilden die unterscheidbaren Teilzüge ein gegliedertes Ganzes mit übergreifenden Eigenschaften."
Erstmals werden durch Klemm explizit drei sogenannte Leitsätze der Bewegungsgestaltung formuliert:
- 1. … die Sicherheit des Tuns kann die Schärfe der Auffassung übertreffen.
- 2. … die Änderungsempfindlichkeit steigt mit dem Grade der Gestaltetheit.
- 3. … eine Dominanz des Ganzen gilt weithin auch für die Bewegungsgestalt.

Insgesamt werden die begrifflichen Inhalte stärker aus der „ergonomischen Blickrichtung“ des Werkunterrichts definiert, jedoch mit Bezug zu den Resultaten einiger motorischer Studien. In den Zwölf Leitsätzen zu einer Psychologie der Leibesübungen von 1938 spricht Klemm dann durchgängig von Bewegungsgestalt.
Wie Klemm vermerkt, kam der Gestaltbegriff aus der Wahrnehmungslehre der Gestaltpsychologie. Zumindest in den Anfängen seiner Verwendung schien es noch Unsicherheiten und Kritik gegeben zu haben. Krueger notiert 1934: „Der Gestaltbegriff, an isolierten Wahrnehmungen des Gesichts und des Gehörs entwickelt, ist zu eng unter anderem für alles Emotionale, aber auch für den Großteil der Motorik, welche endlich jetzt in unseren Laboratorien zu ihrem Rechte kommt.“ Die Auslegung Kruegers in Richtung der Leipziger Auffassungen kollidiert teilweise mit dem Gebrauch in den Publikationen zur Motorik. Es bleibt insgesamt ein nicht unproblematischer Begriff, dessen inhaltliche Füllung bisweilen stärker pragmatischen Gesichtspunkten zu gehorchen scheint als streng systematischen. Politische Aspekte spielten in Klemms Wortschöpfung Bewegungsgestalt ganz offenkundig keine Rolle, was der Bezeichnung einen neutralen, ideologisch unabhängigen und deutlich wissenschaftsnäheren Habitus verleiht.

## Ausgewählte Veröffentlichungen Klemms
- Über die Entstehung der Sonnenflecke und Lichtfackeln. In: Sirius. Zeitschrift für populäre Astronomie. Band 27, Heft 12, 1899, S. 265–268.
- Bewegungstheorie der Sonnenflecke. In: Gaea. Natur und Leben. Centralorgan zur Verbreitung naturwissenschaftlicher und geographischer Kenntnisse. 36. Jg., 1900, S. 487–500.
- Anfertigung der Sach- und Namensregister für Wilhelm Wundt: Grundzüge der physiologischen Psychologie (6., umgearbeitete Auflage). Band 1: S. 685–725; Band 2: S. 742–782; Band 3: S. 773–810, 1908–1911.
- Geschichte der Psychologie. Teubner, Leipzig 1911. (engl., jap., span. Übersetzung 1914, ital. 1922), (Reprint der engl. Ausgabe 2007, Whitefish, MT: Kessinger).
- Wilhelm Wirth, Otto Klemm: Über den Anstieg der inneren Tastempfindung. Nach Versuchen von J. Hermann bearbeitet. In: Psychologische Studien. Band 8, 6. Heft, 1913, S. 485–496.
- Sinnestäuschungen. Dürr, Leipzig 1919.
- Zur Geschichte des Leipziger Psychologischen Instituts. In: Wilhelm Wundt. Eine Würdigung. Keysersche Buchhandlung, Erfurt 1922, S. 105–108.
- Der Rundfunk als neues Hilfsmittel für massenpsychologische Versuche. In: Radio-Umschau. Wochenschrift über die Fortschritte im Rundfunkwesen. Heft 33, 1924, S. 991–993.
- Die angewandte Psychologie in der Landwirtschaft. In: Vortragsfolge der Leipziger Ökonomischen Societät. Seyfert, Leipzig 1927, S. 109–119.
- Erfahrungen bei einer Eignungsprüfung an Kriminalbeamten. In: Neue Psychologische Studien. Band 5, 1. Heft, 1929, S. 1–22.
- Dunkles beim Hellsehen. In: Neue Psychologische Studien. Band 5, 1. Heft, 1929, S. 133–142.
- Gedanken über Leibesübungen. In: Neue Psychologische Studien. Band 5, 2. Heft, 1930, S. 145–168.
- Pädagogische Psychologie. F. Hirt, Breslau 1933.
- Leistung. In: Otto Klemm, Hans Volkelt, Karlfried Graf v. Dürckheim-Montmartin (Hrsg.): Ganzheit und Struktur. Festschrift zum 60. Geburtstage Felix Kruegers. In: Neue psychologische Studien. Band 12, 1. Heft, 1934, S. 65–81.
- Die Entdeckung der Bewegungsgestalt. In: Die Arbeitsschule. Zeitschrift für Arbeitserziehung und Werk. Jg. 50, Heft 1, 1936, S. 8–16.
- Verantwortung. In: The American Journal of Psychology. Vol. 50, No. 1/4, Golden Jubilee Volume 1887–1937, Nov. 1937, S. 157–165.
- Zwölf Leitsätze zu einer Psychologie der Leibesübungen. In: Neue Psychologische Studien. Band 9, 4. Heft, 1938, S. 383–398.